# Венсан де Гурнэ, Жак Клод Мари
Жак Клод Мари́ Венса́н, маркиз де Гурнэ (фр. Jacques Claude Marie Vincent, marquis de Gournay; 28 мая 1712, Сен-Мало — 27 июня 1759, Париж) — французский коммерсант и реформатор французской экономики, противник монополий и правительственной опеки в промышленности и торговле; автор знаменитой фразы «laissez faire, laissez passer», сделавшей лозунгом фритредеров и сторонников начала свободной конкуренции.

## Биография и деятельность
Выходец из купеческой семьи в Сен-Мало, основанной Гийомом Венсаном (Guillaume Vincent, 1636—1692); старший сын Клода Венсана (Claude Vincent, 1676—1743). В 17-летнем возрасте Гурне отправился в испанский Кадис, где на протяжении следующих 15 лет управлял делами семейной торговой конторы. Гурне был допущен к испанскому двору, который считается колыбелью экономического меркантилизма, много путешествовал и посещал провинции страны. Его возвращение в метрополию в 1744 году сопровождалось громкой патриотической акцией, заранее согласованной с морским министром графом Морепа. Гурне смог убедить богатых торговцев Кадиса вернуть на родину крупные активы, накопленные в Латинской Америке, чтобы затем инвестировать их во Франции. Несмотря на большой риск морской экспедиции, свыше 200 миллионов ливров удалось переправить через Атлантический океан в сопровождении крупного конвоя из французских и испанских военных судов.
В 1746 году унаследовал поместье в Гурнэ-сюр-Аронд (Gournay-sur-Aronde) и титул маркиза; вновь женился в 1748 году. В 1749 года ликвидировал дела и в 1751 году купил должность интенданта по торговле (intendants du commerce), сделался членом государственного совета, в котором состоял начальником отделения торговли.
В противоположность экономисту Кенэ, основоположнику школы физиократов, Гурнэ отвергал теорию о непроизводительности торговли и ремесёл; он первый начал войну против монополий и стал доказывать, что прежде всего необходимо уничтожить пошлины на сырые материалы. Призывал к началу свободной конкуренции, выраженное в его знаменитой фразе: «laissez faire, laissez passer» («позвольте делать, позвольте пройти», 1752), получившей всеобщее распространение.
В качестве заведовавшего торговым ведомством (conseil royal de commerce) оставил целый ряд записок, которые, однако, не были напечатаны.
Воззрения Гурнэ подробно изложены в похвальном слове, которое посвятил ему его друг, знаменитый Тюрго, и которое много раз перепечатывалось.

## Издания
- «Considérations sur le commerce et l’intérêt de l’argent» (1742).

## Память
Одна из улиц его родного города Сен-Мало названа его именем — rue Vincent-de-Gournay.